# 의산삼일로
의산삼일로(Uisansamil-ro)는 경상남도 창원시 마산합포구 진전면 대정삼거리에서 함안군 군북면 중암삼거리까지 연결되는 도로이다.

## 주요 경유지
경상남도
- 창원시 마산합포구 (진전면) - 함안군 (군북면)

## 노선
| 이름       | 접속 노선                | 소재지 | 소재지     | 소재지 | 비고 |
| ---------- | ------------------------ | ------ | ---------- | ------ | ---- |
| 대정삼거리 | 팔의사로                 | 창원시 | 마산합포구 | 진전면 |      |
| 금암교     |                          | 창원시 | 마산합포구 | 진전면 |      |
| 고사교     |                          | 창원시 | 마산합포구 | 진전면 |      |
| 옥방교     |                          | 창원시 | 마산합포구 | 진전면 |      |
| 사촌교     |                          | 함안군 | 군북면     | 군북면 |      |
| 중암삼거리 | 국도 제79호선 (함마대로) | 함안군 | 군북면     | 군북면 |      |

## 주요 건물 및 시설
- 농협 진접농협 하나로마트 대정점 (경상남도 창원시 마산합포구 진전면 의산삼일로 14)
- 농협 진접농협 대정지점 (경상남도 창원시 마산합포구 진전면 의산삼일로 14)
- 의산보건진료소 (경상남도 창원시 마산합포구 진전면 의산삼일로 195)
- 군북역 (경상남도 함안군 군북면 의산삼일로 1992)